# Marcia (moglie di Guithelin)
La Regina Marcia (fl. IV secolo a.C.) è una leggendaria sovrana della Britannia, menzionata da Goffredo di Monmouth.
Dopo la morte del marito Guithelin (Kyhylyn in gallese) salì sul trono come reggente per il figlio Sisillio II (Saessyllt in gallese), che all'epoca aveva sette anni, il quale divenne poi sovrano. Sarebbe stata lei a creare le Lex Martiana, che molti secoli dopo sarebbe stata tradotta in inglese per volere di re Alfredo il Grande.